# Josef Walla (Rennfahrer)
Josef „Pepi“ Walla (* 6. Januar 1907; † 8. April 1994) war ein österreichischer Motorradrennfahrer auf der Bahn, der Straße und am Berg.
Walla erlernte den Beruf des Kfz-Mechanikers. Seine Motorsportkarriere dauerte von Mitte der 1920er- bis Mitte der 1950er-Jahre. Er gewann 1929 das erste Gaisbergrennen, 1934 und 1955 die Seitenwagenrennen in Wien-Krieau in der 500-cm³-Klasse und 1936 in St. Pölten. 1954 nahm er auch am Auto-Betonbahnrennen im Wiener Prater in der Formel 3 teil.